# Dekodierer
Unter einem Dekodierer oder Decoder (englisch) versteht man in der Regel einen Umsetzer, Konverter oder Wandler für digitale oder analoge Signale. Er kann mit einem Umsetzer bzw. einer Kodiereinheit, auch Kodierer oder Encoder genannt, eine logische Einheit bzw. eine Funktionskette bilden. Eine Einrichtung, die aus Ausgangssignalen des Dekodierers die ursprünglichen Eingangssignale für den Dekodierer erzeugen kann, ist der Kodierer bzw. Encoder (englisch).
Ein Dekodierer muss nicht zwingend die Aufgabe haben, die ursprünglichen Informationen der Kodiereinheit vollständig wiederherzustellen oder einem weiteren System zur Verfügung zu stellen, da die Umwandlung der Informationen bzw. Signale redundant oder verlustbehaftet sein kann.
Das folgende Bild stellt ein Kodierer- (Encoder-) / Dekodierer- (Decoder-)System dar:

Gesicherte Signalübertragung mit Kodierung und Dekodierung

In der Nachrichtentechnik wird in der Regel der englische Begriff Decoder als Dekodierer und für den Kodierer der Begriff Encoder verwendet.
In der Kryptographie werden Personen und Hilfsmittel zum Entschlüsseln von Nachrichten häufig als Decodierer bezeichnet.
Man unterscheidet je nach Signalart analoge Dekodierer, digitale Dekodierer und Übergaben zwischen diesen beiden Signalstrukturen.

## Analoge Dekodierer
Einer der häufigsten Decoder für analoge Signale ist der für den Stereoempfang verwendete Dekodierer in den UKW-FM-Receivern. Auch für den Empfang des analogen Farbfernsehens werden in Europa PAL- und SECAM analoge Dekodierer eingesetzt.

## Digitale Dekodierer
Die Realisierung von Dekodierern kann durch reine Hardware (z. B. in Kodeumsetzern), reine Software (z. B. in Codecs) oder in DSPs erfolgen.
Auch die digitale Signalverarbeitung kann zum Aufbau von Dekodierern verwendet werden.
Digitale Dekodierer können mit:
- mechanischen oder elektronischen Schaltern
- Relais
- Elektronenröhren
- Dioden
- Transistoren
- TTL-Bausteinen
- Festwertspeichern
- digitalen Signalprozessoren (DSP)

aufgebaut werden.
In den Multimediaanwendungen dienen Dekodierer und Codecs häufig zum Rekonstruieren von Daten nach einer Übertragung oder Komprimierung.
Typische Anwendungsfälle von digitalen Dekodierern in der Technik sind Umsetzungen von Signalen für Messgeräte, Ansteuerung von digitalen Zählern mit unterschiedlichen Zähllogiken sowie Umsetzung von Signalen von parallelen Übertragungsverfahren für eine serielle Datenübertragung, z. B. für die RS-232-Schnittstelle.

### Beispiele für digitale Dekodierer in der Schaltungstechnik
Ein Dekodierer kann ein Schaltnetz sein, das, je nach Realisierung, aus n Eingängen {\displaystyle 2^{n}} (oder weniger) Min- bzw. Maxterme erzeugt. Jede Funktion lässt sich durch diese Terme ausdrücken und daher ist der Dekodierer dazu geeignet, beliebige Schaltfunktion zu realisieren, indem die auftretenden Terme ausgangsseitig verknüpft werden.

### Beispiel eines Schaltnetzwerks als digitaler Dekodierer

Ein 3×8-Dekodierer

- Eingänge: s0, s1, s2
- Ausgänge: Minterme m0, m1, …, m7

| s2 | s1 | s0 | m0 | m1 | m2 | m3 | m4 | m5 | m6 | m7 |
| -- | -- | -- | -- | -- | -- | -- | -- | -- | -- | -- |
| 0  | 0  | 0  | 1  | 0  | 0  | 0  | 0  | 0  | 0  | 0  |
| 0  | 0  | 1  | 0  | 1  | 0  | 0  | 0  | 0  | 0  | 0  |
| 0  | 1  | 0  | 0  | 0  | 1  | 0  | 0  | 0  | 0  | 0  |
| 0  | 1  | 1  | 0  | 0  | 0  | 1  | 0  | 0  | 0  | 0  |
| 1  | 0  | 0  | 0  | 0  | 0  | 0  | 1  | 0  | 0  | 0  |
| 1  | 0  | 1  | 0  | 0  | 0  | 0  | 0  | 1  | 0  | 0  |
| 1  | 1  | 0  | 0  | 0  | 0  | 0  | 0  | 0  | 1  | 0  |
| 1  | 1  | 1  | 0  | 0  | 0  | 0  | 0  | 0  | 0  | 1  |

### 1-aus-n-Dekodierer
Der 1-aus-n-Dekodierer schaltet genau einen von n Ausgängen auf 1, wobei n eine Potenz von 2 ist, da n in Binärdarstellung an den Eingängen anliegen muss. Bei den Eingängen e0, e1, e2, e3 mit 0 1 1 0 bin = 6 dez würde der Ausgang y6 = 1 und alle anderen y0, y1, …, y5, y7, y8, …, y15 = 0.
Mit Hilfe von 1-aus-n-Dekodierern werden beispielsweise die einzelnen Flipflops in einem Speicher ausgewählt, in die geschrieben werden soll, indem die Adresse an die Eingänge des 1-aus-n-Dekodierers gelegt wird und die Ausgänge y0, …, yn und die Flip-Flop Eingänge f0, …, fn mit einem UND verschaltet werden.
Realisierung von Dekodiererschaltungen mit Mintermen/Maxtermen:
|   | Minterm    | Maxterm     |
| - | ---------- | ----------- |
| 0 | NOR-Gatter | UND-Gatter  |
| 1 | OR-Gatter  | NAND-Gatter |

### 7-Segment-Dekodierer mit Relais und Dioden

2 bit zu 7-Segment-Anzeige-Dekoder

Das folgende Schaltnetz veranschaulicht beispielhaft die Ansteuerung einer 7-Segment-LED-Anzeige mit einer zwei bit Zahl am Eingang bit-1 und bit-0 für die Darstellung der Ziffern 0 bis 3.
Zunächst wird Eingang bit-0 und bit-1 in eins aus vier (L-1 bis L-4) nach dem Binärbaumprinzip mittels Relais dekodiert. Anschließend erfolgt das Kodieren von L-1 bis L-4 mittels Diodenmatrix in die einzelnen Segmente (S-a bis S-g) der 7-Segment-LED-Anzeige.
Wahrheitstabelle für 7-Segment-Dekodierer mit Relais und Dioden:
| Eing bit-1 | Eing bit-0 |  | L-4 | L-3 | L-2 | L-1 |  | S-a | S-b | S-c | S-d | S-e | S-f | S-g |  | 7-Segment-Anzeige |
| ---------- | ---------- |  | --- | --- | --- | --- |  | --- | --- | --- | --- | --- | --- | --- |  | ----------------- |
| 0          | 0          |  | 0   | 0   | 0   | 1   |  | 1   | 1   | 1   | 1   | 1   | 1   | 0   |  | 0                 |
| 0          | 1          |  | 0   | 0   | 1   | 0   |  | 0   | 1   | 1   | 0   | 0   | 0   | 0   |  | 1                 |
| 1          | 0          |  | 0   | 1   | 0   | 0   |  | 1   | 1   | 0   | 1   | 1   | 0   | 1   |  | 2                 |
| 1          | 1          |  | 1   | 0   | 0   | 0   |  | 1   | 1   | 1   | 1   | 0   | 0   | 1   |  | 3                 |

## Kodeumsetzung zwischen analog und digital
Zur Umsetzung von analogen in digitale Signale werden Analog-Digital-Umsetzer und für die umgekehrte Richtung werden Digital-Analog-Umsetzer verwendet. Wesentliche Kenngrößen dieser Umsetzer sind die Genauigkeit, Linearität und Geschwindigkeit der Umsetzung. Das Haupteinsatzgebiet dieser Dekoder ist die Messtechnik. Aber auch in der Unterhaltungselektronik werden mit Hilfe von Dekodierern digitale Signale z. B. von einer CD, DVD oder von einem digitalen Rundfunk- bzw. Fernsehempfänger in analoge Signale umgesetzt.